# Джо Робертс
Джо Робертс (англ. Joe Roberts; 2 лютого 1871 — 28 жовтня 1923) — американський актор німого кіно, відомий за своїми спільними роботами з Бастером Кітоном.

## Кар'єра
Джо Робертс на прізвисько «Великий Джо», під яким він грав у водевілях, гастролював по країні зі своєю першою дружиною Ліліан (англ. Lillian Stuart Roberts) у складі акторської групи «Робертс, Гейз та Робертс» (англ. Roberts, Hays, and Roberts). Їх найвідоміший номер називався «Ковбой, красунчик і леді» (англ. «The Cowboy, the Swell and the Lady»). У цей час, в першій декаді XX століття, батько Бастера Кітона Джо Кітон заснував літню громаду для акторів водевілів між озером Мічиган і озером Маскегон в штаті Мічиган. Там Робертс познайомився з сім'єю Кітонів.
Коли кінематографічне співробітництво Бастера Кітона з Роско Арбаклом підійшло до кінця, Кітон в 1920 році почав знімати власні короткометражні фільми та запросив Робертса взяти участь у проекті. Зріст Робертса становив 190 см проти 168 см Бастера Кітона. Цей контраст дуже часто використовувався у фільмах, де Робертс представляв або сили зла, або силу влади. Загалом Робертс знявся в 16 з 19 короткометражних німих фільмів Кітона.
Згідно з Інтернет-базою даних, Робертс знявся без Кітона лише у двох фільмах: роль Білла Ріверса в «Примітивних коханцях» (англ. The Primitive Lover, 1922), де головні ролі грали сестра дружини Кітона Констанс Толмадж і зірка німого кіно Гаррісон Форд і роль бурового майстра в комедії Клайда Кука «Невдаха» (англ. The Misfit), що вийшла в березні 1924 року вже після смерті Робертса.
Коли Кітон 1923 року почав знімати художні фільми, Робертс продовжував зніматися у Кітона. Він зіграв у «Трьох епохах» і «Нашій гостинності», обидва в 1923 році. Під час зйомок останнього фільму Робертс пережив інсульт, але він наполіг на тому, щоб закінчити зйомки. Після закінчення зйомок інсульт повторився, і незабаром Робертс помер.

## Фільмографія
- 1920 — Один тиждень / One Week — суперник Бастера
- 1920 — Опудало / The Scarecrow — робітник
- 1920 — Засуджений №13 / Convict 13
- 1920 — Сусіди / Neighbors
- 1921 — Невдача / Hard Luck
- 1921 — Цап-відбувайло / The Goat — шериф
- 1922 — Замерзла північ
- 1922 — Електричний будинок / The Electric House
- 1922 — Коваль
- 1922 — Мрії / Daydreams — мер
- 1922 — Поліцейські / Cops
- 1922 — Примітивний коханець / The Primitive Lover
- 1922 — Родичі дружини
- 1923 — Любовне гніздечко / The Love Nest
- 1923 — Наша гостинність / Our Hospitalit